# Fantiscritti

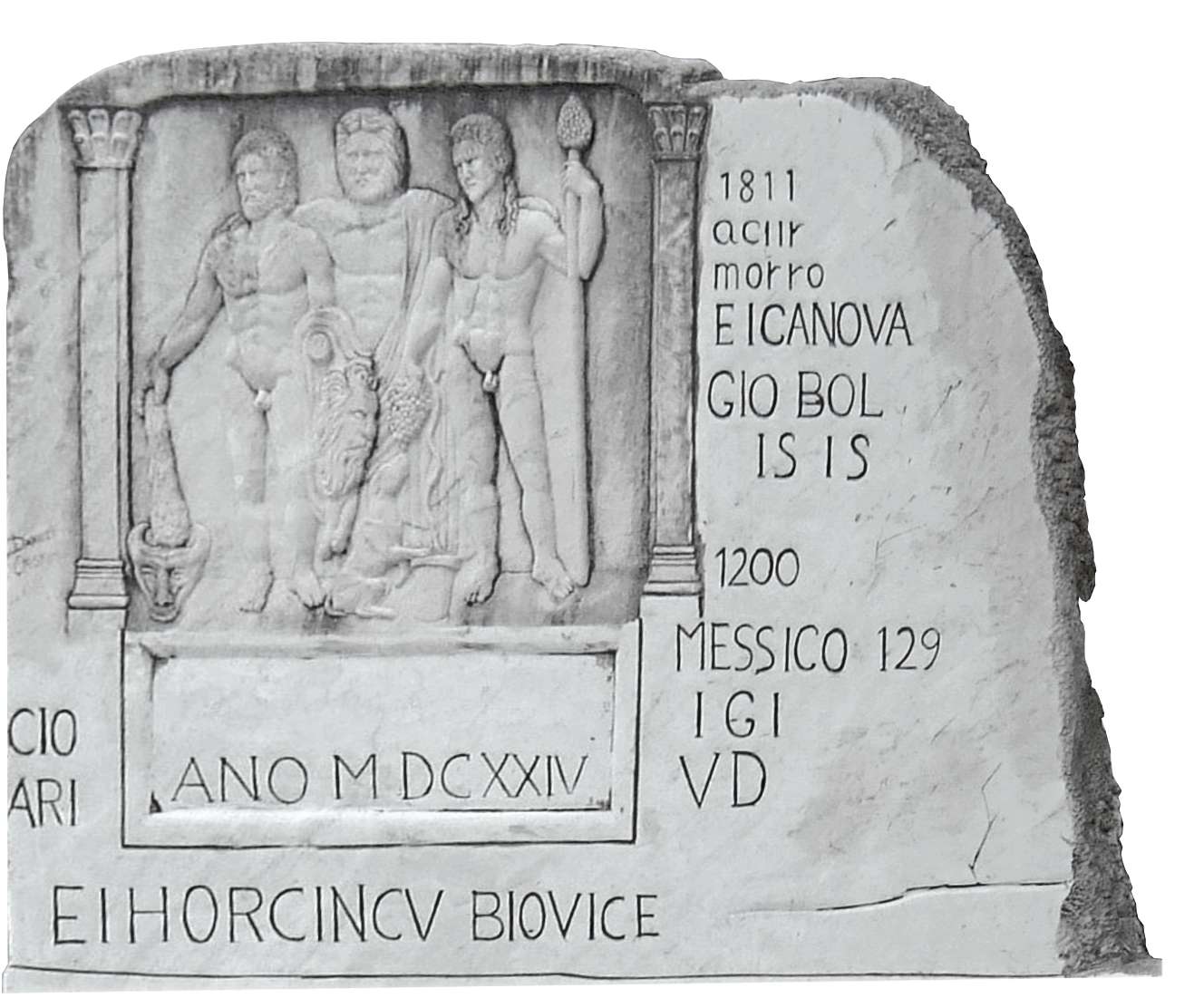
Moulage du bas-relief exposé au musée Fantiscritti.

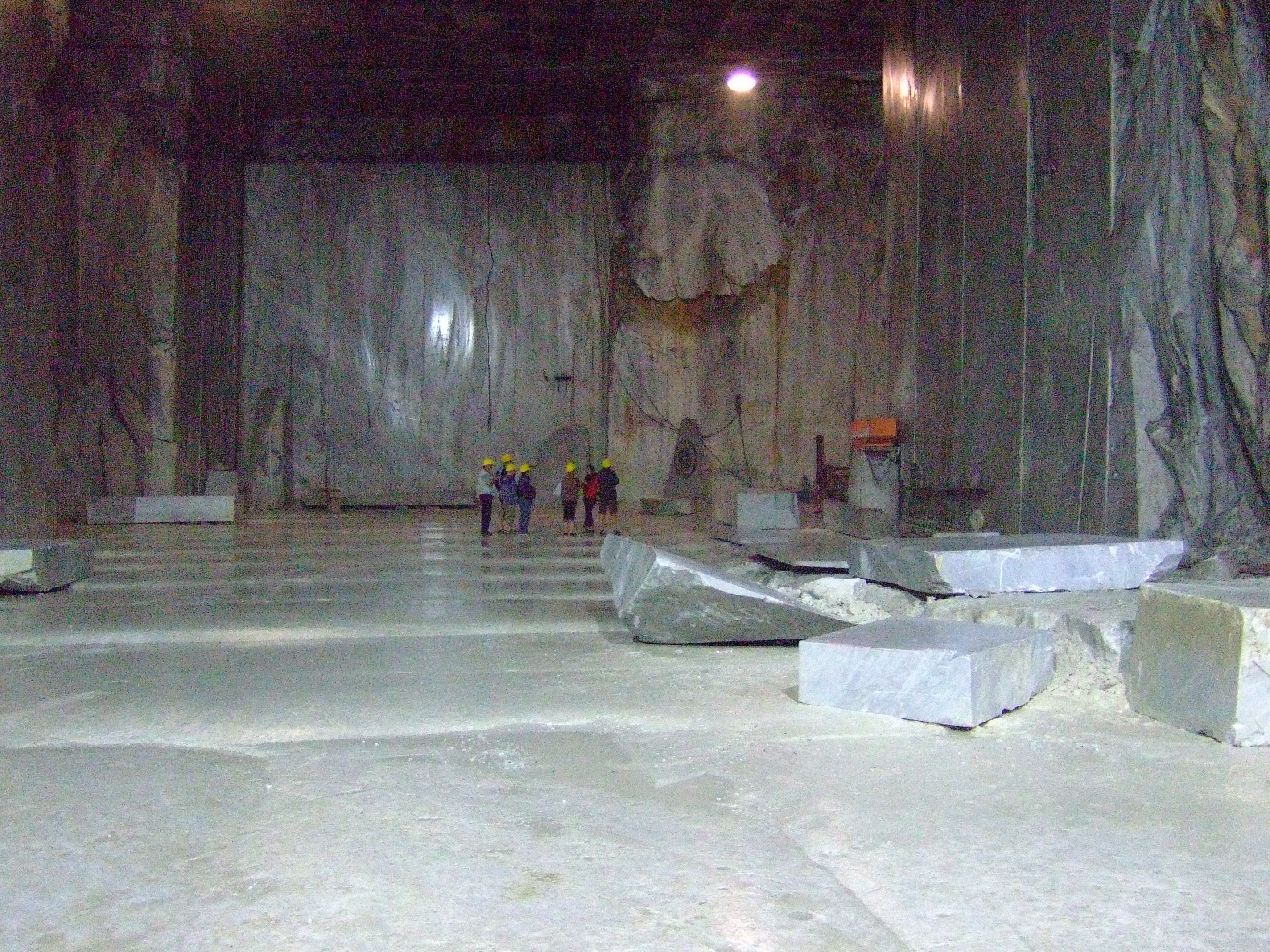
Vue de la carrière encavée.

Fantiscritti est un toponyme des bassins marbriers de Carrare, dans les Alpes apuanes.
Il donne son nom à une variété commerciale de marbre blanc ainsi qu'à deux carrières et une galerie de marbre.
Le terme Fantiscritti (fanti+scritti) découle d’un bas-relief, de l’époque romaine (IIIe siècle), sculpté sur la paroi d’une carrière  représentant un édicule avec les effigies nues d'Hercule, Bacchus et Jupiter. Les carriers de la vallée qui ignoraient tout de la mythologie romaine, les appelèrent fanti qui en dialecte local signifie « enfants ». Sur ce même bloc de marbre sont aussi gravées les signatures(scritti)  de sculpteurs célèbres qui ont  voulu témoigner de leur passage tels Michel-Ange,  Giambologna, Pietro Tacca et Canova. Détaché de la paroi en 1864, ce bas-relief est conservé à l’Académie des Beaux–Arts de Carrare.
La carrière comprend une partie à ciel ouvert et une souterraine qui se visitent respectivement à pied et en minibus et en une quarantaine de minutes et une heure. Elle est aussi le lieu d'exposition de sculpteurs, de designers... Sur le site de l'ancienne gare ferroviaire de Fantiscritti - réalisée pour la ligne du  chemin de fer des marbres - il est créé, en 1987, un musée consacré à l'histoire du travail  du marbre : la reconstitution d'un habitat de carrier, des bœufs en marbre grandeur nature et les outils des mineurs sont quelques-unes des pièces les plus importantes de la collection.